# Município de Rochester (condado de Lorain, Ohio)
O município de Rochester (em inglês: Rochester Township) é um município localizado no condado de Lorain no estado estadounidense de Ohio. No ano de 2010 tinha uma população de 799 habitantes e uma densidade populacional de 17,46 pessoas por km².

## Geografia
O município de Rochester encontra-se localizado nas coordenadas 41° 05′ 46″ N, 82° 18′ 31″ O. Segundo o Departamento do Censo dos Estados Unidos, o município tem uma superfície total de 45.76 km², da qual 45,7 km² correspondem a terra firme e (0,14 %) 0,06 km² é água.

## Demografia
Segundo o censo de 2010, tinha 799 pessoas residindo no município de Rochester. A densidade populacional era de 17,46 hab./km². Dos 799 habitantes, o município de Rochester estava composto pelo 97,25 % brancos, o 0,63 % eram amerindios, o 0,5 % eram asiáticos, o 0,25 % eram de outras raças e o 1,38 % eram de uma mistura de raças. Do total da população o 1,13 % eram hispanos ou latinos de qualquer raça.